# Liste des évêques et archevêques de Lyon
Pour un article plus général, voir Archidiocèse de Lyon.

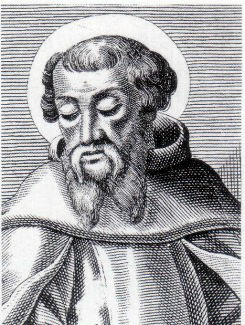
Saint Irénée.

Cité capitale de la Gaule romaine depuis Auguste et à la croisée des chemins du monde romain, Lugdunum accueille dès le IIe siècle les doctrines chrétiennes rapportées d'Asie mineure. Une petite communauté se structure autour d'un premier évêque, saint Pothin, vers 148. Chronologiquement, l'évêché est le premier de la Gaule et par extension de la France actuelle, et l'un des premiers de la partie occidentale de l'Empire romain après Rome.
Par le second évêque, saint Irénée venu de Smyrne et disciple de saint Polycarpe lui-même disciple de saint Jean l'Évangéliste, les évêques de Lyon se placent directement dans la lignée des premiers apôtres.
Par la suite, au IXe siècle, les évêques de Lyon sont élevés au rang d'archevêques, à partir d'Agobard. Puis ils portent le titre de Primat des Gaules, confirmé officiellement par Grégoire VII en 1079.

## Sources pour établir la liste
Pour les périodes les plus reculées (de l'Antiquité au milieu du Moyen Âge), sont disponibles, outre des documents sur tel ou tel personnage, uniquement trois listes d'archevêques, étudiées et discutées essentiellement par A. Coville :
- une liste écrite sur un feuillet de garde d'un évangéliaire, qui donne les noms des archevêques jusqu'à Amolon. Un fac-similé est visible dans M.-C. et G. Guigue, Obituaire de l'Église primatiale de Lyon, Lyon, 1902, p. 110[3],
- une liste donnée par Hugues de Flavigny dans sa Chronique universelle. Le texte est visible dans M.G.H., SS, p. 321,
- une liste située en tête de l'obituaire de l'Église de Lyon du début du XIIIe siècle. Elle est visible dans l'ouvrage de M.-C. et G. Guigue, p. 111[4].

Les listes fournies demeurent incomplètes, voire rarement contradictoires (avec d'autres lectures, dont la version anglophone de Wikipedia). Certains évêques ou archevêques peuvent temporairement assurer des fonctions sur d'autres évêchés. Enfin, certaines fonctions peuvent être détachées (dès une haute époque) à des évêques auxiliaires, dont certains sont reconnus saints en catholicisme, aussi désignés simples évêques. Ainsi 
- Saint-Aubrin[5], évêque auxiliaire de Lyon décédé en 875,
- Saint-Sicaire[6], décédé vers 435.

## Liste chronologique

### Antiquité - duIIeauVesiècle

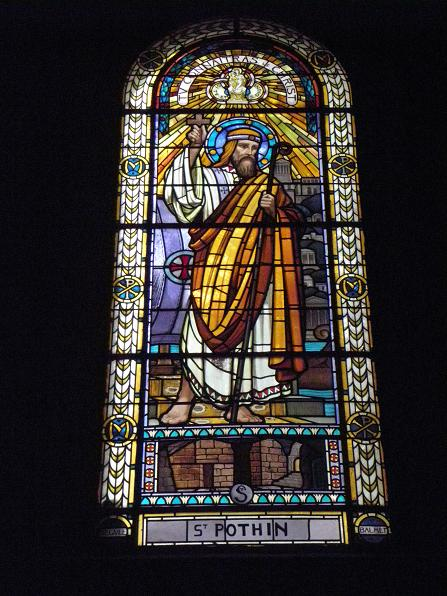
Saint Pothin.

- 148 -177 : Pothinus (Pothin, saint)
- 177-202 : Irenaeus (Irénée, saint)
- 202- ? : Zacharias (Zacharie, saint)
- ? Hélius (Hélius ou Hélie, saint)
- ... 254 ... : Faustinus ; (Faustin, saint) connu par une lettre de saint Cyprien (200-258), évêque de Carthage et père de l'Église écrite en 254 et destinée au pape Étienne Ier.
- ? Lucius Verus
- ? Julius
- ? Ptolémaeus
- ... 314 ... : Vocius participe au concile d'Arles du 1er août 314 condamnant le donatisme
- ? Maximus (Maxime)
- ? Tétradius (Tetrade)
- ... 343 ... : Verissimus (Virisime)
- 374-381 : Justus (Just, saint)
- Vers 390- ? : Alpinus (Albin, saint)
- ? : MartinusSaint Eucher

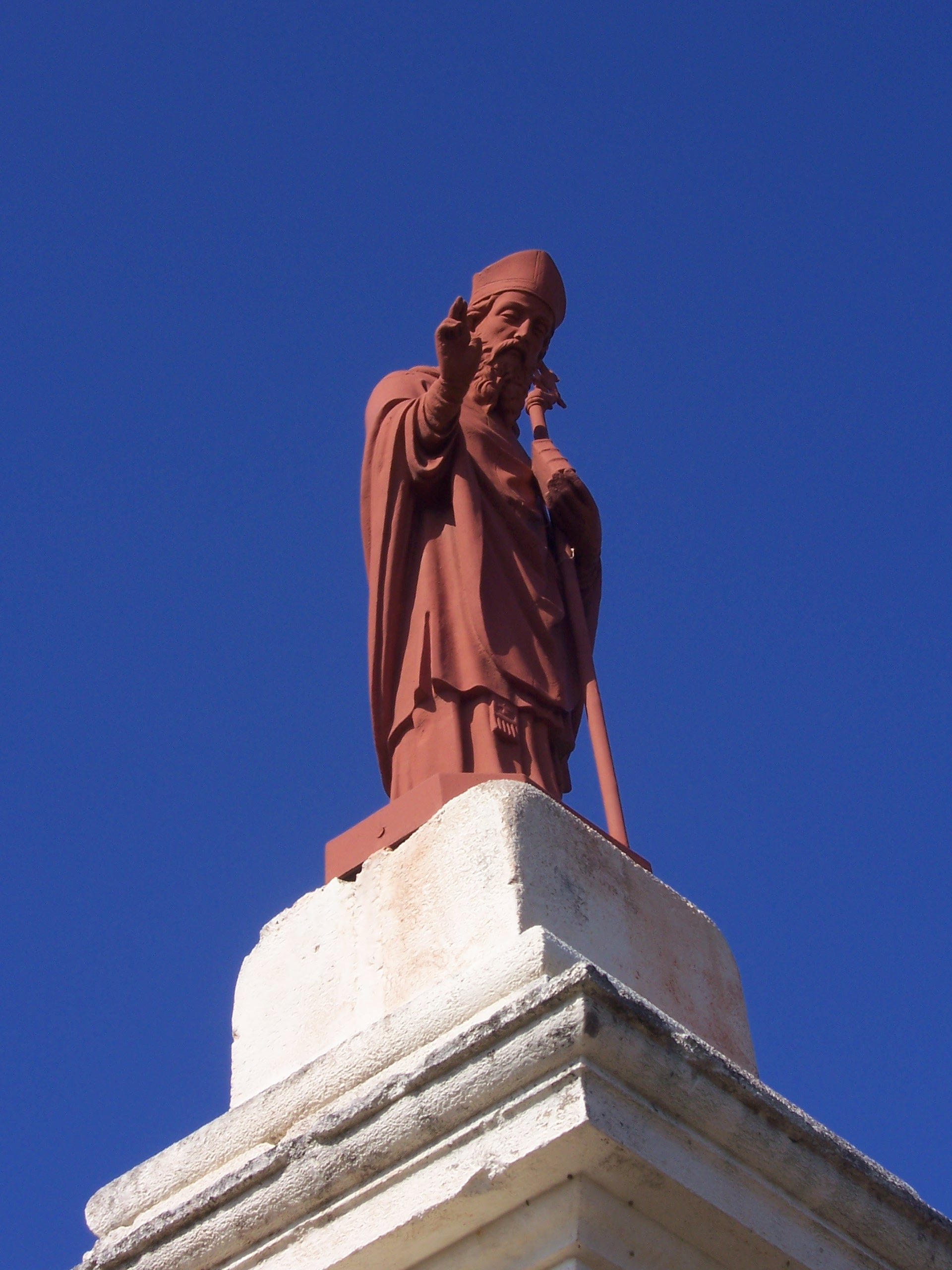
Saint Eucher

- ? - v. 410 : Antiochus (Antioche, saint)[7]
- ? : Elpidius (Elpidius, saint)
- ? : Senator
- v. 432-449 : Eucherius (Eucher, saint)
- v. 451-v. 491 : Patiens (Patient, saint)
- v. 491-v. 494 : Lupicinus

### Haut Moyen Âge - duVIeauXesiècle
- ... 494-501 : Rustique, saint
- ? 501 - 514 : Étienne
- 514-523 : Viventiole
- ... 538 ... : Loup
- ? : Licontius

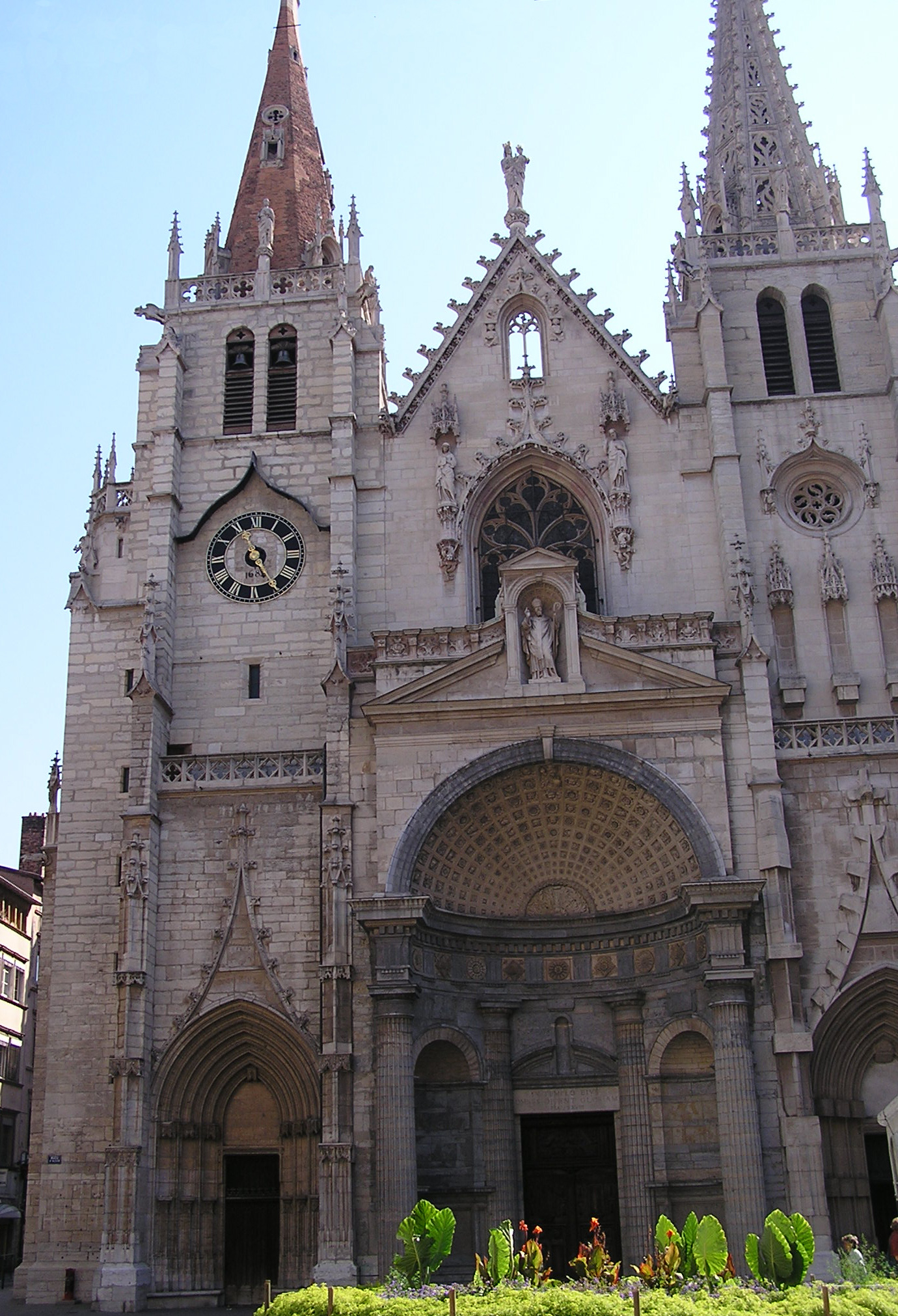
Église Saint-Nizier où aurait été enterré Nizier.

- ... 549-552 : Sacerdos, saint[8]. ; père de saint Aurélien d'Arles, archevêque d'Arles
- 553-573 : Nicetius (Nizier, saint), neveu du précédent[9]
- 573-585 ... : Priscus (Prisque, saint)[10]
- ... 589-602 : Aetherius (Ethère, saint)
- 602 : Secondinus
- 602-614 ... : Aregius, saint ; dit aussi Arigius[11],[12], participe au concile de Paris de 614 où il signe en premier.
- ... 626-627 ... : Tetricus
- ... 637-650 ... : Candericus
- ? : Viventius
- ... 654-658 : Aunemundus (Ennemond, saint ou Chaumond, saint)
- ... 664-678 : Genesius (Genès de Lyon, saint)
- 678-684 ... : Landebertus (Saint-Lambert)
- 688-701 ... : Goduinus
- ... 712 ... : Fulcoaldus
- ? : Madalbertus
- ... 769-798 : Adon

- 798-816 : Leidrade
- 816-835 : Agobard, saint fêté le 6 juin[13] ; premier archevêque[14] de Lyon.
- 835-838 : Amalarius, dit Amalaire de Metz.
- 838-840 : Agobard, à nouveau
- 840-852 : Amolon
- 852-875 : Rémi Ier, saint
- 875-895 : Aurélien
- 895-906 : Alwala
- 906-916 : Austère
- v.919-v.925 : Rémy II
- v.926-v.927 : Anscheric
- 928-949 : Guy Ier
- 949-v.956 : Burchard Ier
- v.957-978 : Amblard
- 979-1033 : Burchard II

### Moyen Âge central - duXIeauXIIIesiècle
- 1033-1034 ... : Burchard III
- 1041-1046 : Odolric
- 1046-1052 : Halinard de Sombernon
- 1052-1056 ... : Humbert I
- ... 1063 ... : Geoffroy de Vergy
- ... 1070-1076 : Humbert II[15]

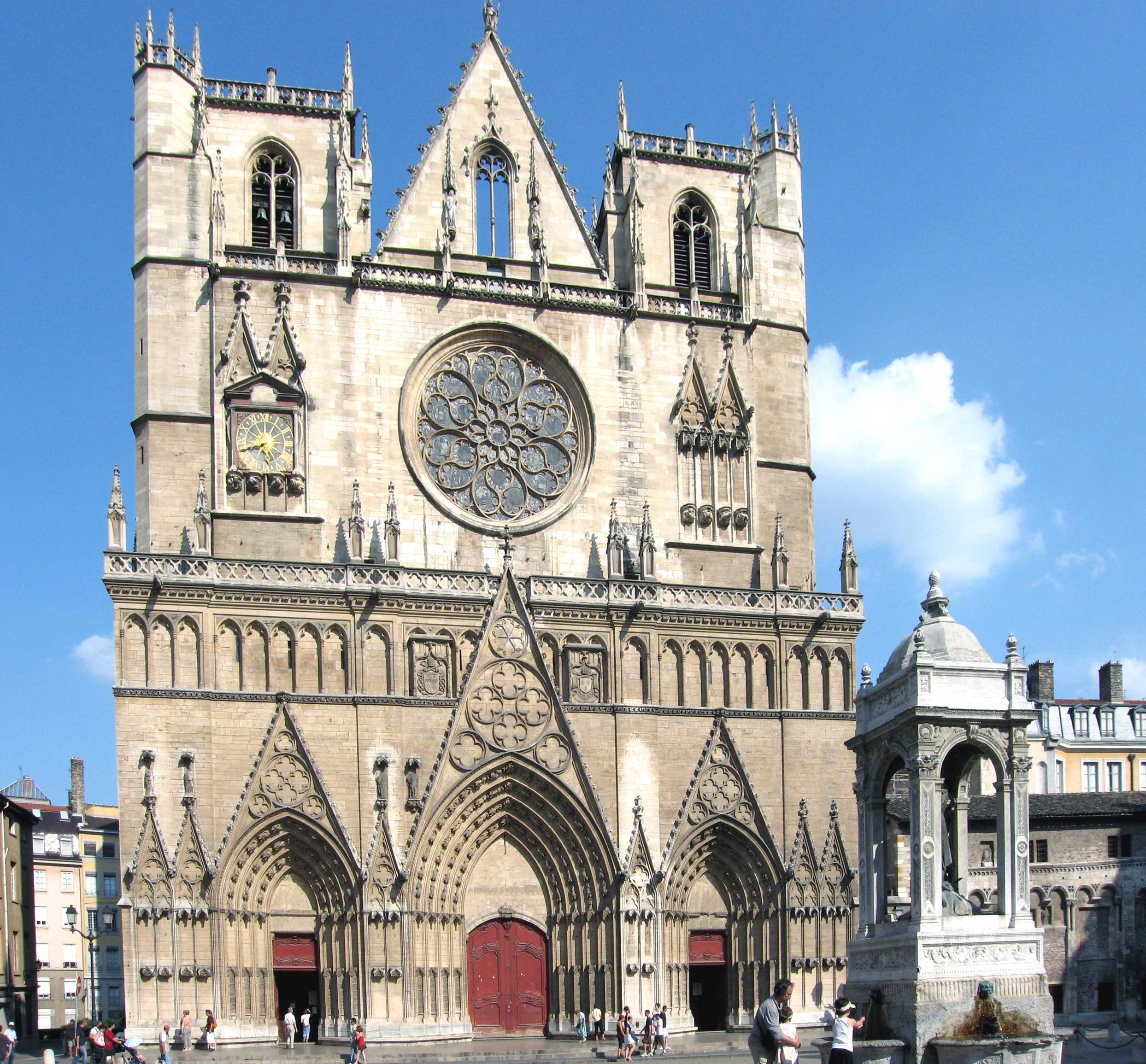
La Primatiale Saint-Jean.

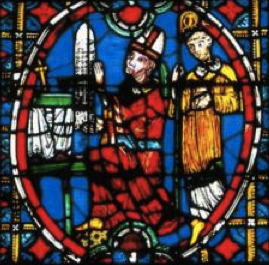
Vitrail de la primatiale Saint-Jean à Lyon représentant Renaud II de Forez, archevêque de Lyon (1193-1226).

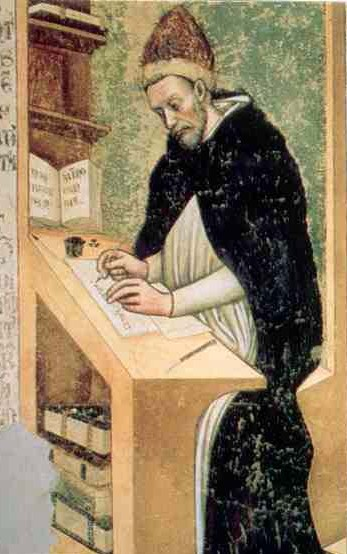
Le pape Innocent V.

- 1077-1082 : Gébuin (dit Jubin, saint) ; premier primat des Gaules.
- 1082-1106 : Hugues de Die
- 1107-1118 : Josserand de Foudras
- 1118-1128 : Humbaud
- 1128-1129 : Renaud de Semur
- 1131-1139 : Pierre Ier
- 1139-1142 : Foulque[16] ou Falque[17]
- 1143-1148 : Amédée Ier
- 1148-1153 : Humbert de Baugé (II ou III)
- 1153-1163 : Héracle de Montboissier (ou Héraclius de Montboissier)
- 1164 : Drogon ou Dreux de Beauvoir, archevêque élu seulement, jamais consacré.
- 1165-1180 : Guichard de Pontigny
- 1182-1193 : Jean Belles-mains
- 1193-1226 : Renaud de Forez
- 1226[18] ou 1227[16]–1234 : Robert d'Auvergne
- 1235-1236 : Raoul I de La Roche-Aymon
- 1236-1245 : Aimery ou Aimeric « de Rives »
- 1246-1267 : Philippe Ier de Savoie également évêque de Valence. Il n'est pas archevêque mais seulement élu, n'ayant jamais reçu les ordres majeurs[19].
- 1267-1268 : Guy II de la Tour
- 1272-1273 : Pierre II de Tarentaise. Il devient cardinal puis pape sous le nom d'Innocent V.
- 1273-1283 : Aymar/Adhémar de Roussillon
- 1284-1287 : Raoul II de Thourotte
- 1289-1294 : Bérard de Got
- 1295-1301 : Henri Ier de Villars, donne une charte à l'Abbaye de Saint-Martin d'Autun en 1298[20].

### Moyen Âge tardif - duXIVeauXVesiècle
- 1301-1308 : Louis de Villars

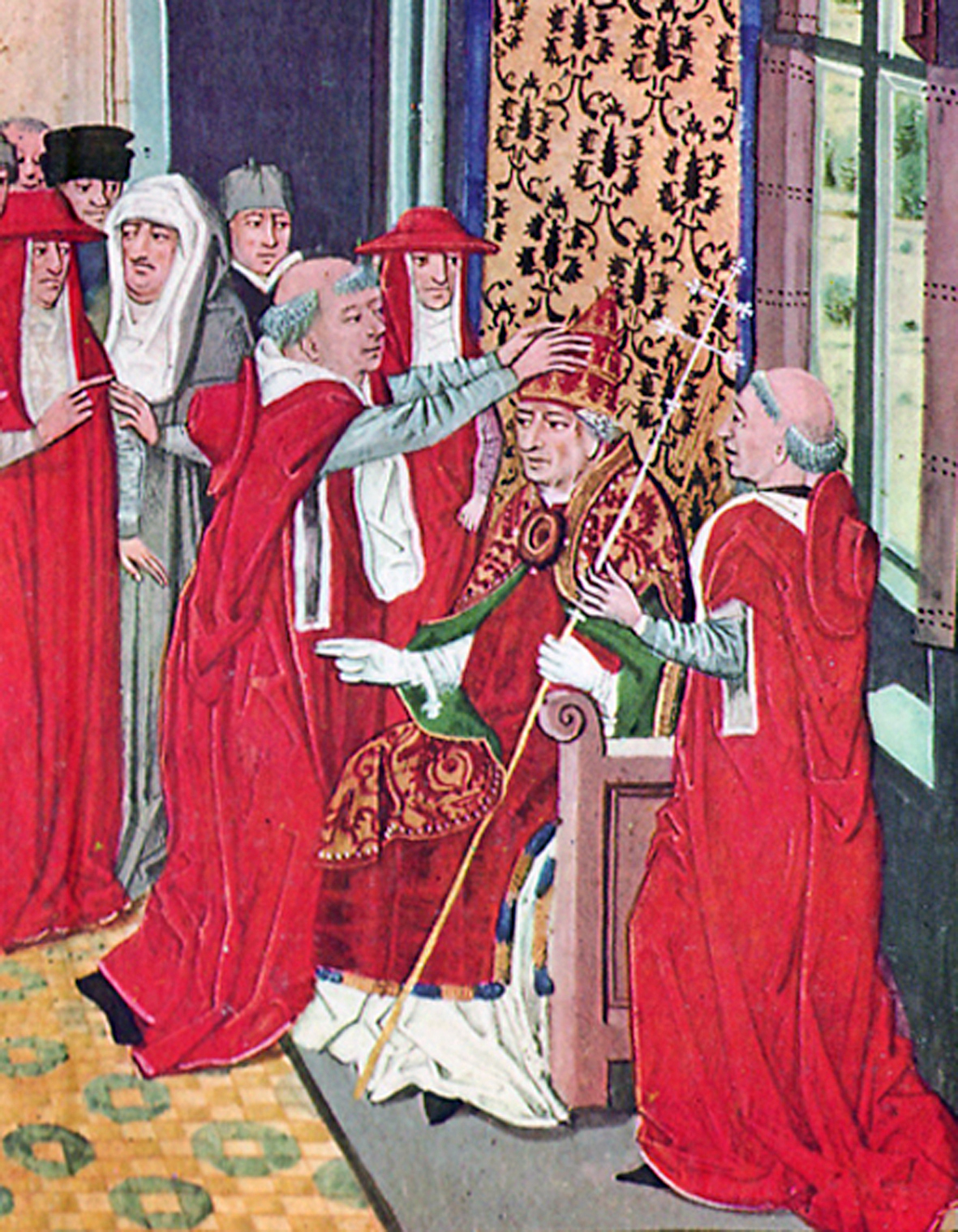
Guy de Bourgogne couronnant le pape Grégoire XI.

- 1308-1332 : Pierre de Savoie, neveu d'Amédée V de Savoie, doit consentir le rattachement de Lyon au royaume de France
- 1332-1340 : Guillaume Ier de Sure
- 1340-1342 : Guy de Boulogne (cardinal)
- 1342-1354 : Henri II de Villars
- 1356-1358 : Raymond Saquet
- 1358-1365 : Guillaume II de Thurey
- 1365-1375 : Charles Ier d'Alençon
- 1375-1389 : Jean de Talaru (cardinal)
- 1389-1415 : Philippe de Thurey
- 1415-1444 : Amédée II de Talaru (cardinal)
- 1444-1446 : Geoffroy de Vassali

### Renaissance - leXVIesiècle

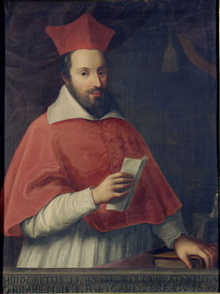
Hippolyte d'Este.

- 1446-1488 : Charles II de Bourbon (cardinal, duc de Bourbon en 1488)
- 1488-1499 : Hugues II de Talaru[21]
- 1499-1500 : André d'Espinay (cardinal)
- 1501-1536 : François II de Rohan
- 1537-1539 : Jean III de Lorraine (cardinal)
- 1539-1551 : Hippolyte d'Este (cardinal)
- 1551-1562 : François de Tournon (cardinal)
- 1562-1564 : Hippolyte d'Este (cardinal)
- 1564-1573 : Antoine Ier d'Albon
- 1574-1599 : Pierre de Saint-Priest d'Épinac

### L'absolutisme et le Siècle des Lumières - lesXVIIesiècleetXVIIIesiècle
| Nom                                           | Portrait | Armoiries | Date de Début | Date de fin | Notes                                                                                       |
| --------------------------------------------- | -------- | --------- | ------------- | ----------- | ------------------------------------------------------------------------------------------- |
| Albert de Bellièvre                           |          |           | 1599          | 1604        |                                                                                             |
| Claude de Bellièvre                           |          |           | 1604          | 1612        |                                                                                             |
| Denis-Simon de Marquemont                     |          |           | 1612          | 1626        | cardinal                                                                                    |
| Charles Miron                                 |          |           | 1626          | 1628        |                                                                                             |
| Alphonse-Louis du Plessis de Richelieu        |          |           | 1628          | 1653        | cardinal, frère du cardinal de Richelieu                                                    |
| Camille de Neufville de Villeroy              |          |           | 1653          | 1693        |                                                                                             |
| Claude de Saint-Georges                       |          |           | 1693          | 1714        |                                                                                             |
| François Paul de Neufville de Villeroy        |          |           | 1714          | 1731        |                                                                                             |
| Charles-François de Chateauneuf de Rochebonne |          |           | 1731          | 1740        |                                                                                             |
| Pierre Guérin de Tencin                       |          |           | 1740          | 1758        | cardinal                                                                                    |
| Antoine de Malvin de Montazet                 |          |           | 1758          | 1788        |                                                                                             |
| Yves Alexandre de Marbeuf                     |          |           | 1788          | 1799        | refuse de prêter serment et se considère encore archevêque de Lyon jusqu'à sa mort, en 1799 |

### Évêques constitutionnels (1791 – 1802) du Rhône et Loire puis du Rhône
Les évêques constitutionnels, ayant prêté le serment de la Constitution civile du clergé, ne sont pas reconnus par le pape et ne furent pas évêque ni archevêque de Lyon mais "évêque" du département.
| Nom                          | Portrait | Armoiries | Date de Début | Date de fin | Notes                           |
| ---------------------------- | -------- | --------- | ------------- | ----------- | ------------------------------- |
| Antoine-Adrien Lamourette    |          |           | 1791          | 1794        | évêque du Rhône-et-Loire        |
| Claude François Marie Primat |          |           | 1798          | 1802        | évêque constitutionnel du Rhône |

### L'époque contemporaine - lesXIXesiècle,XXesiècleetXXIesiècle
| Nom                              | Portrait | Armoiries | Date de Début     | Date de fin       | Notes                                                                       |
| -------------------------------- | -------- | --------- | ----------------- | ----------------- | --------------------------------------------------------------------------- |
| Joseph Fesch                     |          |           | 29 juillet 1802   | 13 mai 1839       | cardinal, oncle de Napoléon Bonaparte, en résidence à Rome à partir de 1814 |
| Jean-Gaston de Pins              |          |           | 23 décembre 1823  | 2 juillet 1840    | administrateur apostolique                                                  |
| Louis-Jacques-Maurice de Bonald  |          |           | 27 avril 1840     | 25 février 1870   | cardinal                                                                    |
| Jacques Marie Achille Ginoulhiac |          |           | 2 mars 1870       | 17 novembre 1875  |                                                                             |
| Louis-Marie Caverot              |          |           | 26 juillet 1876   | 23 janvier 1887   | cardinal                                                                    |
| Joseph-Alfred Foulon             |          |           | 26 mai 1887       | 23 janvier 1893   | cardinal                                                                    |
| Pierre-Hector Coullié            |          |           | 15 juin 1893      | 11 septembre 1912 | cardinal                                                                    |
| Hector-Irénée Sevin              |          |           | 2 décembre 1912   | 4 mai 1916        | cardinal                                                                    |
| Louis-Joseph Maurin              |          |           | 1er décembre 1916 | 16 novembre 1936  | cardinal                                                                    |
| Pierre Gerlier                   |          |           | 30 juillet 1937   | 17 janvier 1965   | cardinal                                                                    |
| Jean-Marie Villot                |          |           | 17 janvier 1965   | 7 avril 1967      | cardinal                                                                    |
| Alexandre Renard                 |          |           | 28 mai 1967       | 29 octobre 1981   | cardinal                                                                    |
| Albert Decourtray                |          |           | 29 octobre 1981   | 16 septembre 1994 | cardinal                                                                    |
| Jean Balland                     |          |           | 27 mai 1995       | 1er mars 1998     | cardinal                                                                    |
| Louis-Marie Billé                |          |           | 10 juillet 1998   | 12 mars 2002      | cardinal                                                                    |
| Philippe Barbarin                |          |           | 16 juillet 2002   | 6 mars 2020       | cardinal (en retrait entre mars 2019 et mars 2020)                          |
| Olivier de Germay                |          |           | 22 octobre 2020   |                   | Michel Dubost était administrateur apostolique de 2019 à 2020.              |

## Évêques auxiliaires
L'archevêque est également aidé d'évêques auxiliaires :
- 1465 : Étienne Chassaigné
- 1496-1517 : Guichard de Beysard
- 1519 : Jean Parisol
- 1535 : Jean Bastien
- 1558-1574 : Jean Henry
- 1574-1615 : Jacques Maistret
- 1601-1630 : Robert Berthelot
- 1711-1733 : Antoine Sicault
- 1735-1753 : Nicolas Navarre
- 1754-1774 : Jean-Baptiste-Marie Bron
- 1775-1793 : Jean-Denis de Vienne
- 1875-1876 : Odon Thibaudier
- 1885-1887 : Félix Jourdan de la Passardière
- 1906-1913 : Louis Déchelette
- 1914-1924 : Jean-Marie Bourchany
- 1917-1922 : Hyacinthe-Jean Chassagnon
- 1922-1928 : Etienne Faugier
- 1928-1937 : Jean Delay
- 1937-1958 : Etienne Bornet
- 1947-1973 : Alfred Ancel
- 1955-1961 : Claude Dupuy
- 1964-1969 : Gabriel Matagrin
- 1959-1966 : Marius Maziers
- 1966-1971 : Paul-Marie Rousset
- 1969-1975 : Pierre Bertrand Chagué
- 1970-1975 : Louis Boffet
- 1975-1989 : Paul Bertrand
- 1975-1994 : Maurice Delorme
- 1992-1997 : Jacques Faivre
- 2003-2011 : Thierry Brac de La Perrière
- 2003-2007 : Hervé Giraud
- 2008-2014 : Jean-Pierre Batut
- Depuis 2009 : Patrick Le Gal
- 2016-2022 : Emmanuel Gobilliard
- Depuis 2023 : Loïc Lagadec
- Depuis 2023 : Thierry Brac de La Perrière